# سوتا فوکوشی
سوتا فوکوشی (انگلیسی: Sota Fukushi؛ زادهٔ ۳۰ مهٔ ۱۹۹۳) هنرپیشه ژاپنی است. از فیلم‌هایی که وی در آن نقش داشته‌است، می‌توان به بلیچ اشاره کرد.

## فیلم
| سال  | نام                | نقش                |
| ---- | ------------------ | ------------------ |
| ۲۰۱۶ | فردای من، دیروز تو | تاکاتوشی مینامیاما |
| ۲۰۱۷ | تیغه جاودانه       | کاگهیسا آنوتسو     |
| ۲۰۱۸ | بلیچ               | ایچیگو کوروساکی    |
| ۲۰۱۸ | جادوگر لاپلاس      | کنتو آماکاسو       |